# Tenbury Wells
Tenbury Wells lub Tenbury - miasto i civil parish w Wielkiej Brytanii, w Anglii, w hrabstwie Worcestershire, w dystrykcie Malvern Hills, położone nad rzeką Teme. W 2011 civil parish liczyła 3069 mieszkańców. Tenbury Wells jest wspomniane w Domesday Book (1086) jako Tame(t)deberie.